# Ibragim Gasanbekov
Ibragim Gasanbekov (en russe : Ибрагим Гасанбеков, en azéri : İbrahim Həsənbəyov), né le 25 octobre 1969 à Khassaviourt en Russie et mort le 3 juillet 1999 à Makhatchkala en Russie, était un footballeur international azerbaïdjanais, qui évoluait au poste d'attaquant. 
Il meurt d'un accident de la route le 3 juillet 1999 à l'âge de 29 ans.

## Biographie

### Carrière de joueur
Au cours de sa carrière de joueur, Ibragim Gasanbekov dispute notamment 82 matchs en deuxième division russe, pour 38 buts inscrits.
Il est le meilleur buteur de l'histoire de l'Anji Makhatchkala avec 157 buts inscrits en championnat. À l'issue de la saison 1993, il inscrit 30 buts et termine meilleur buteur du championnat de troisième division. Lors de la saison 1996, il inscrit 35 buts et termine meilleur buteur du championnat de troisième division. 

### Carrière internationale
Ibragim Gasanbekov compte deux sélections avec l'équipe d'Azerbaïdjan en 1996. 
Il est convoqué pour la première fois par le sélectionneur national Kazbek Tuayev pour un match amical contre Oman le 7 octobre 1996 (défaite 2-0). Il reçoit sa dernière sélection le 10 novembre 1996 contre la Hongrie (défaite 3-0).

## Statistiques
| Saison                | Club                  | Championnat           | Championnat | Championnat | Coupe(s) nationale(s) | Coupe(s) nationale(s) | Total | Total |
| Saison                | Club                  | Division              | M.          | B.          | M.                    | B.                    | M.    | B.    |
| 1991                  | Dinamo Makhatchkala   | D4                    | 42          | 13          | -                     | -                     | 42    | 13    |
| Sous-total            | Sous-total            | Sous-total            | 42          | 13          | -                     | -                     | 42    | 13    |
| 1992                  | Anji Makhatchkala     | D3                    | 31          | 14          | 3                     | 2                     | 34    | 16    |
| 1993                  | Anji Makhatchkala     | D3                    | 27          | 30          | 1                     | 0                     | 28    | 30    |
| 1994                  | Anji Makhatchkala     | D3                    | 32          | 16          | 3                     | 3                     | 35    | 19    |
| 1995                  | Anji Makhatchkala     | D3                    | 30          | 24          | 3                     | 1                     | 33    | 25    |
| 1996                  | Anji Makhatchkala     | D3                    | 34          | 35          | 4                     | 0                     | 38    | 35    |
| 1997                  | Anji Makhatchkala     | D2                    | 39          | 17          | 1                     | 1                     | 40    | 18    |
| 1998                  | Anji Makhatchkala     | D2                    | 26          | 15          | -                     | -                     | 26    | 15    |
| 1999                  | Anji Makhatchkala     | D2                    | 17          | 6           | 1                     | 2                     | 18    | 8     |
| Sous-total            | Sous-total            | Sous-total            | 236         | 157         | 16                    | 9                     | 252   | 166   |
| Total sur la carrière | Total sur la carrière | Total sur la carrière | 278         | 170         | 16                    | 9                     | 294   | 179   |

## Palmarès
- Vainqueur du championnat de Russie de deuxième division en 1999.
- Meilleur buteur du Championnat de Russie de D3 en 1993 (30 buts) et 1996 (35 buts).